# Isabella Adinolfi
Pour les articles homonymes, voir Adinolfi.
Isabella Adinolfi, née le 27 mars 1978 à Nocera Inferiore, est une femme politique italienne. Elle est membre du Forza Italia depuis 2021 après avoir quitté le Mouvement 5 étoiles.

## Biographie
Isabella Adinolfi est diplômée en conservation du patrimoine culturel.
Elle est élue députée européenne le 25 mai 2014 puis réélue en 2019. 